# Sabrina Lozada-Cabbage
Sabrina Lozada-Cabbage (Twin Falls, 3 gennaio 1997) è un'ex cestista statunitense con cittadinanza portoricana.

## Carriera
Con Porto Rico ha disputato i Giochi olimpici di Tokyo 2020.